# Eksplozja w zakładach chemicznych Mitsubishi Materials
Eksplozja w zakładach chemicznych Mitsubishi Materials – miała miejsce 9 stycznia 2014 r. w miejscowości Yokkaichi w prefekturze Mie w Japonii. W wyniku eksplozji zginęło pięć osób, a trzynaście zostało rannych. Zakład, w którym doszło do eksplozji, specjalizuje się w produkcji komponentów paneli słonecznych i części samochodowych.
Eksplozja została zgłoszona policji krótko po godzinie 14:00 czasu lokalnego, a sytuacja została opanowana kilka minut później.
Po wypadku firma MMC (Mitsubishi Materials Corporation) zawiesiła działalność zakładu w Yokkaichi, ale w czerwcu zorganizowała sesję informacyjną dla lokalnych mieszkańców, a lokalne stowarzyszenie zgodziło się na wznowienie działalności zakładu pod warunkiem dalszego udostępniania informacji opinii publicznej, chociaż stwierdzono, że wyjaśnienia dla mieszkańców były niewystarczające. Zakład wznowił działalność 1 lipca.
5 grudnia 2017 r. policja prefektury Mie skierowała sprawę ówczesnego kierownika i zastępcy kierownika zakładu do prokuratury okręgowej w Tsu pod zarzutem nieumyślnego spowodowania śmierci w wyniku zaniedbania zawodowego w związku z niezapewnieniem odpowiedniego bezpieczeństwa. Policja prefekturalna dołączyła opinię, aby nie wnosić oskarżenia, stwierdzając, że trudno było przewidzieć wypadek.